# Hélène Risser
Pour les articles homonymes, voir Risser.
 (janvier 2022).
Hélène Risser, née en 1971  à Hœrdt (Bas-Rhin), est une journaliste française.
Elle anime depuis 2007 le magazine d'analyse des stratégies de communication, Déshabillons-les, sur la chaîne Public Sénat. De 2009 à 2022, elle est directrice du pôle documentaire de la chaîne, avec le titre de rédactrice en chef.

## Biographie

### Origines et formation
Née en 1971  à Hœrdt (Bas-Rhin), les parents d'Hélène Risser étaient médecins à l'hôpital psychiatrique d'Erstein, où elle a passé ses jeunes années,,.
Elle a fait des études d’économie et de finance à l'université Paris-Dauphine et une formation en histoire de l'art à l’École du Louvre.

### Carrière
Elle se lance dans le journalisme. Pendant quelques mois, elle collabore comme pigiste aux pages économiques du Monde. En 1996, elle rejoint le magazine mensuel Capital, puis l’Essentiel du Management (groupe Prisma Presse). Elle retourne en 1998 aux pages économiques du Monde. En 1997, sous la houlette d’Anne Magnien, ex-animatrice de Culture Pub, elle participe au lancement d’un nouveau magazine de décryptage économique pour La Cinquième (France 5) : Les Lois de la Jungle (rebaptisé Éconoclaste en 1999). Elle intervient en plateau aux côtés de l’économiste Daniel Cohen et d’autres chroniqueurs.
En 2000, elle rejoint l’équipe d’Arrêt sur Images (France 5) où, pendant quatre ans, elle réalise des enquêtes sur les médias, des chroniques et des interviews aux côtés de Daniel Schneidermann. Fin 2004, après son départ d’Arrêt sur Images, elle collabore à nouveau comme pigiste auprès de différents médias : i-Télé, Canal+, Paris Première, Le Monde, Les Inrockuptibles…
En février 2006, elle est embauchée par Jean-Pierre Elkabbach à Public Sénat. Comme rédactrice en chef adjointe de la chaîne, elle développe le pôle magazine en lançant et en encadrant une émission de reportage sur les enjeux économiques et sociaux de la présidentielle de 2007 : Enjeux de Campagne. Depuis septembre 2007, elle dirige et anime un magazine de décryptage du discours et de l’image politique, Déshabillons-les. Dans ce magazine, devenu hebdomadaire, elle met en perspective des images d’actualité et d’archives de l’INA en faisant intervenir des experts et des politiques. À partir de septembre 2009, elle dirige le pôle documentaire de Public Sénat.
Depuis le 17 octobre 2013, Hélène Risser anime sur l'antenne de Sud Radio l'interview mensuelle d'un politique pendant une heure, de 18 h à 19 h.
En janvier 2022, elle est licenciée de Public Sénat par Christopher Baldelli suivant un litige concernant la diffusion d'un documentaire sur l'Occupation. Le 11 mars 2024, le conseil de prud'hommes de Paris prononce la nullité du licenciement, décision que la chaîne publique conteste en appel.

### Vie privée
Mère d'une fille et d'un fils, ce dernier meurt en mars 2022 à l'âge de 21 ans. Hélène Risser publie le livre Après Arthaud : Histoire d'un deuil aux éditions de l'Observatoire en octobre 2024.

## Filmographie
En novembre 2008, elle réalise le documentaire Auroville, retour sur une utopie pour l’INA et Public Sénat.
En janvier 2016, pour le premier anniversaire des attentats de Charlie, co-réalisation d'un documentaire sur Bernard Maris avec Hélène Fresnel, son amie et la dernière compagne de l'économiste de Charlie.
Elle réalise, en 2023, un documentaire intitulé Le pouvoir a-t-il un sexe ? Si oui, lequel ?, consacré à la place des femmes en politique, diffusé sur Public Sénat.